# Capitão (Rio Grande do Sul)
Pour les articles homonymes, voir Capitão.
Capitão est une municipalité brésilienne de l’État du Rio Grande do Sul. En 2010, elle compte 2 636 habitants.

## Source
- (pt) Cet article est partiellement ou en totalité issu de l’article de Wikipédia en portugais intitulé « Capitão (Rio Grande do Sul) » (voir la liste des auteurs).